# Bryan Joseph Bayda

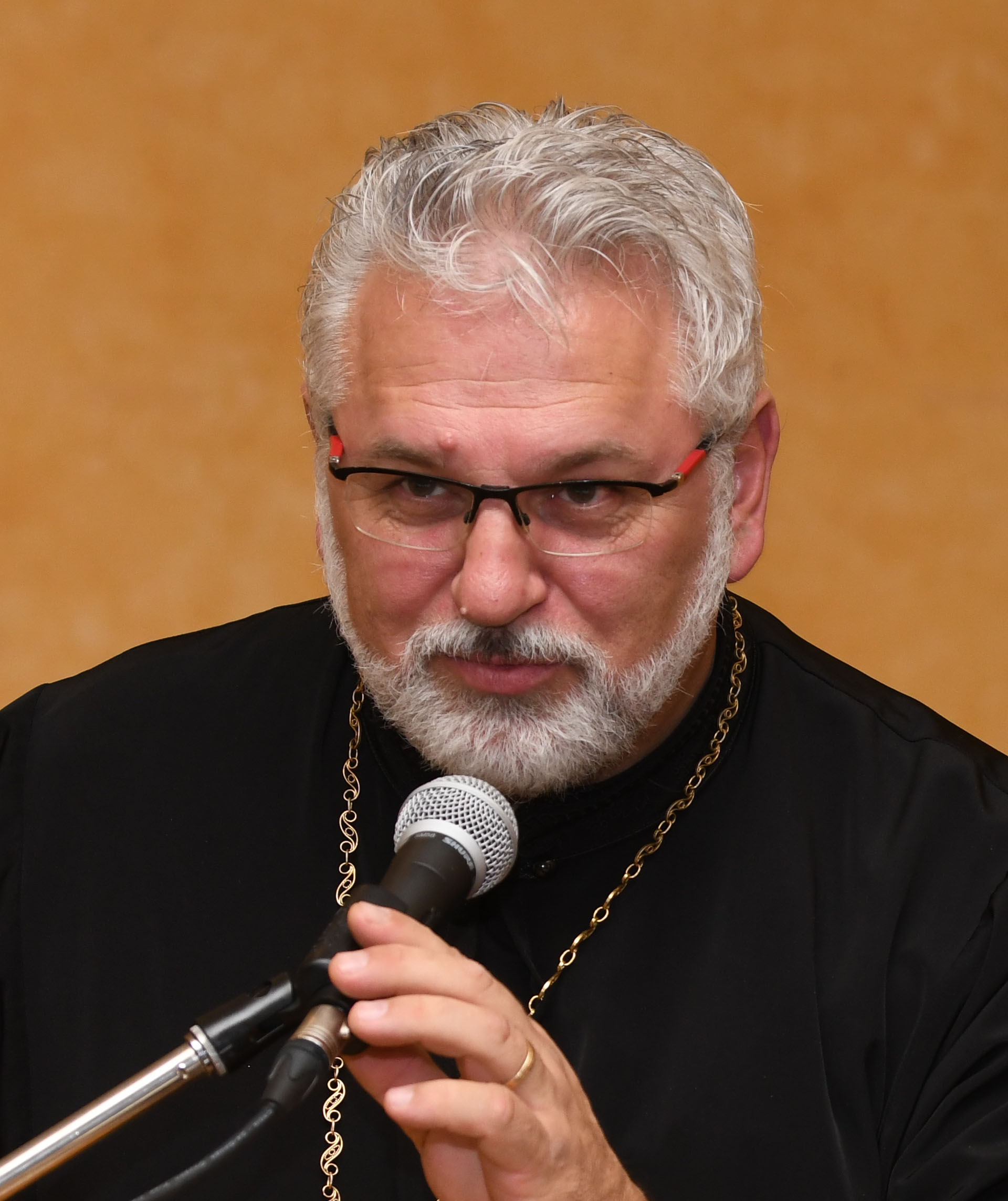
Bryan Joseph Bayda (2020)

Bischofswappen von Bryan Joseph Bayda (Toronto)

Bischofswappen von Bryan Joseph Bayda

Bryan Joseph Bayda CSsR (* 21. August 1961 in Saskatoon, Kanada) ist ein kanadischer ukrainisch griechisch-katholischer Geistlicher und Bischof von Toronto.

## Leben
Bryan Joseph Bayda wurde als drittes von sechs Kindern geboren, seine Eltern waren Joseph und Florence Bayda. Der Junge liebte Musik und Sport, in der Sommerzeit verbrachte er seine Ferien auf einer Farm in Aberdeen. Bayda besuchte in Saskatoon die Grundschule und studierte von 1975 bis 1979 am St. Vladimir College in Roblin. Von 1979 bis 1982 war er Seminarist und Novize bei den Redemptoristen in Toronto und studierte am Saint Michael College Philosophie, mit dem Bachelorabschluss. Zum Abschluss seiner Novizenzeit hielt er sich in Oconomowoc (Wisconsin, USA) auf und legte am 31. Juli 1983 sein erstes Ordensgelübde ab. Am Saint Michael’s Colleg begann er 1983 mit einem Aufbaustudium, am 13. September 1986 legte er sein großes Gelübde ab. 1987 schloss er das Studium mit dem Master of Theology ab. Am 30. Mai 1987 wurde Bayda von Bischof Basil Filevich (Saskatoon) zum Ordenspriester der Redemptoristen geweiht.

## Ordenspriester
Pater Bayda war von 1987 bis 1990 Kaplan am St. Vladimir College in Roblin und studierte parallel an der Universität Manitoba Pädagogik. Dieses Studium beendete er mit dem Grad Bachelor. 1990 erhielt er den Ruf an das Vladimir College und war von 1993 bis 1994 Direktor an diesem College. 1994 übernahm er als Abt und Verwaltungsdirektor die Leitung der Ordenseinrichtung der Redemptoristen in Toronto. 1997 wurde er Co-Pastor in der Sankt Peter und Paul Gemeinde in Saskatoon.

## Bischof
Am 2. Mai 2008 wurde Bayda von Papst Benedikt XVI. zum Bischof von Saskatoon berufen und am 27. Juni 2008 von Erzbischof Lawrence Daniel Huculak OSBM (Winnipeg) und den Mitkonsekratoren Bischof Michael Wiwchar CSsR (seinem Amtsvorgänger) und Bischof Kenneth Nowakowski (New Westminster) zum Bischof geweiht. Sein Wahlspruch lautete: „Ihr werdet meine Zeugen sein.“ (Apostelgeschichte 1,8 )
Papst Franziskus ernannte ihn am 9. November 2019 zusätzlich zum Apostolischen Administrator der vakanten Eparchie Toronto. Am 28. April 2022 ernannte ihn Papst Franziskus zum Bischof von Toronto. Die Amtseinführung erfolgte am 27. Juni desselben Jahres.